# زيارة عاشوراء
زيارة عاشوراء هي التي يُزار بها الحسين بن علي الإمام الثالث عند الشيعة، وهي منسوبة إلى محمد الباقر، وتحظى هذه الزيارة بمكانة خاصة عند الشيعة، فقراءتها مؤكّدة في كثير من الأوقات، سيّما في الفترة الواقعة بين الأول من محرم الحرام والعشرين من شهر صفر أي الأربعين، والزيارة لغةً تعني الإتيان بقصد الالتقاء بالمزور ومصدرها زار، وفي الأدب الشيعي الزيارة تعني النصَّ الديني الذي يقرأه الشيعي المتديِّن بنية التقرُّب إلى الله والنبي والأئمة ورجاء كسب الثواب والأجر، وتختلف الزيارة عن الدعاء بأنَّ الدعاء يُخاطب به الله، وأمَّا الزيارة فيُخاطب بها أحد المعصومين،
هناك زيارتين لـعاشوراء لكن اشتهرت إحداهما أكثر، فتميّزتا بوصفهما المشهورة أو المتداولة وغير المشهورة أو غير المتداولة.

## سندها
أوّل من أخرج زيارة عاشوراء هو ابن قولويه في مصنّفه «كامل الزيارات»، ثم جاء من بعده الشيخ الطوسي وأخرج الزيارة في مصنّفه «مصباح المتهجد»، ثم بعد ذلك نقلها جملة من أعلام الشيعة في مصنّفاتهم، وأسانيدها كالتالي:
- رواها ابن قولويه بسندين، هما:

1. الأولى: عن حكيم بن داود وغيره من محمد بن موسى الهمداني عن محمد بن خالد الطيالسي عن سيف بن عميرة وصالح بن عقبة جميعاً عن علقمة بن محمد الحضرمي عن محمد الباقر.
2. الثانية: عن محمد بن إسماعيل عن صالح بن عقبة عن مالك الجهني عن محمد الباقر.

- ورواها الشيخ الطوسي بثلاثة أسانيد:
- الأولى: عن محمد بن إسماعيل بن بزيع عن مصالح بن عقبة عن أبيه عن أبي جعفر.
- الثانية: عن صالح بن عقبة وسيف بن عميرة قال علقمة بن محمد الحضرمي.
- الثالثة: عن محمد بن خالد الطيالسي عن سيف بن عميرة عن صفوان بن مهران عن جعفر الصادق.

وألف بعض علماء الشيعة كتب في إثبات صحة سند الزيارة، الذين منهم: ياسين الموسوي في كتابه"سند زيارة عاشوراء" وجعفر التبريزي في كتابه" دراسة في السند زيارة عاشوراء" وغيرهم.

## شروح وكتب مرتبطة
- شفاء الصدور في شرح زيارة العاشور: شرح فارسي من تأليف أبو الفضل الطهراني،[2] وقد عرَّبه محمد شعاع فاخر في مجلَّدين.[3]
- شرح زيارة عاشوراء: شرح من تأليف محمد باقر الشفتي الإصفهاني.[4]
- شرح زيارة عاشوراء: شرح من تأليف حسين الخوانساري.[4]
- شرح زيارة عاشوراء: شرح عربي من تأليف أبو المعالي الكلباسي.[5]
- شرح زيارة عاشوراء: شرح عربي من تأليف عبد الرسول الفيروزكوهي المازندراني.[5]
- شرح زيارة عاشوراء: شرح من تأليف مفيد الشيرازي.[5]
- شرح زيارة عاشوراء: شرح فارسي مختصر لحبيب الله الشريف الكاشاني.
- الكنز المخفي: كتاب فارسي حاوٍ لبعض الدراسات المتعلِّقة بزيارة عاشوراء، وهو من تأليف عبد النبي العراقي،[6] وقد عرَّبه وجيه المسبح الهجري.[7]
- اللؤلؤ النضيد في شرح زيارة مولانا أبي عبد الله الشهيد: شرح عربي من تأليف نصر الله الشبستري.[8]
- نور على نور في آداب زيارة العاشور: كتاب فارسي لحبيب الله الهمداني، وهو مرتَّبٌ على خمسة أنوار وخاتمة.[9]
- المصباح والنور في شرح زيارة العاشور: شرحٌ فارسيٌ مختصر لمحمد بن حسين التبريزي التوتونچي.[10]
- الدر المنضود في شرح زيارة العاشور: شرح فارسي لأحمد بن عبد الرحيم الغميشئي.[11]
- جنة السرور في كيفية زيارة العاشور: شرح عربي لعلي بن جعفر شريعتمدار الأسترآبادي،[12] وقد ترجمه بنفسه إلى الفارسيَّة بعنوان نتائج المأثور.
- صداق الحور في شرح زيارة العاشور: شرح من تأليف أبي محمد الحسن بن محمد الطباطبائي الساوري.[13]
- زيارة عاشوراء: رسالةٌ في زيارة عاشوراء من تأليف علي الشهرستاني الحائري.[14]
- زيارة عاشوراء: رسالةٌ في زيارة عاشوراء من تأليف جعفر شريعتمدار الأسترآبادي.[15]
- زاد المؤمنين: كتابٌ أردوي من تأليف محمد تقي الهندي، وهو في أعمال يوم عاشوراء وزيارة عاشوراء وخواصها.[16]